# Pheidologeton melanocephalus
Pheidologeton melanocephalus är en myrart som beskrevs av Horace Donisthorpe 1948. Pheidologeton melanocephalus ingår i släktet Pheidologeton och familjen myror. Inga underarter finns listade i Catalogue of Life.

## Bildgalleri

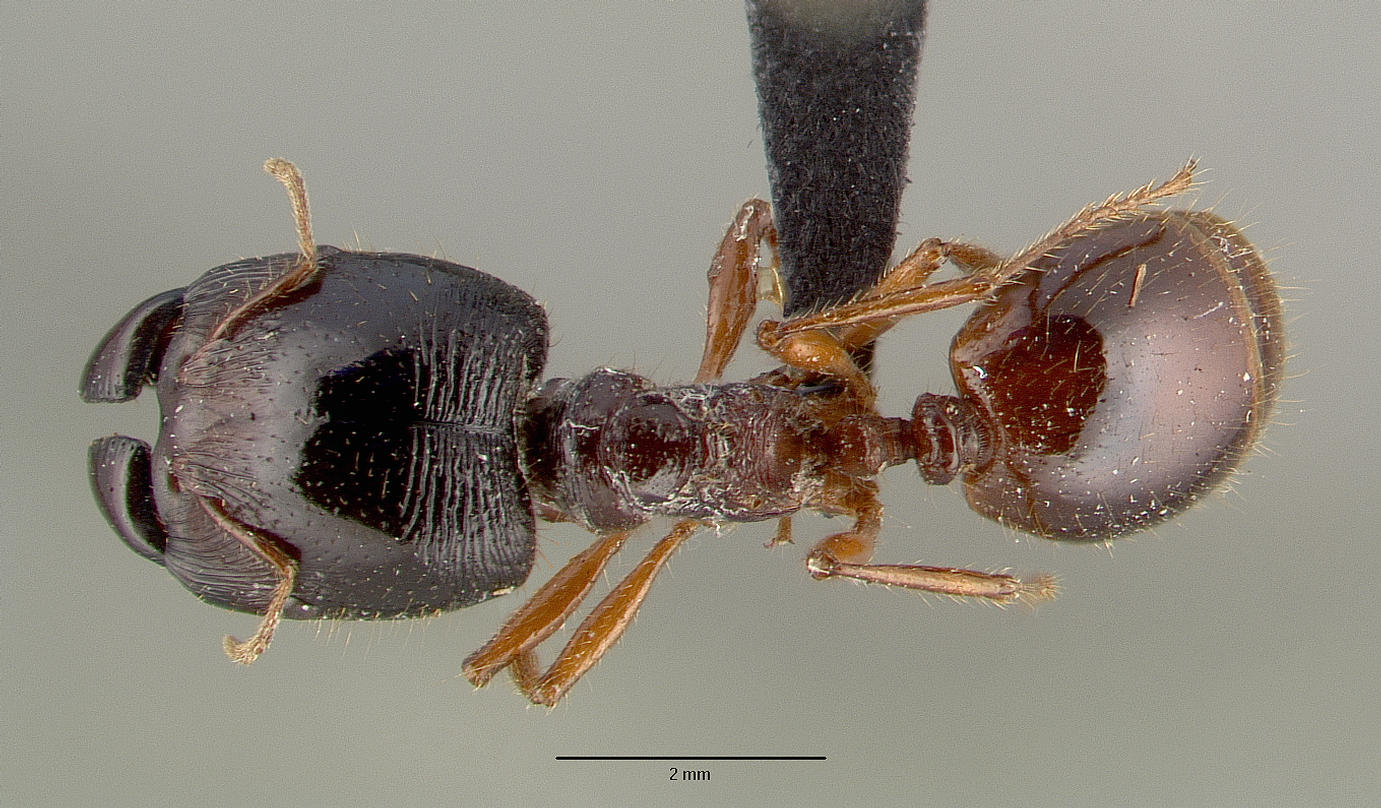
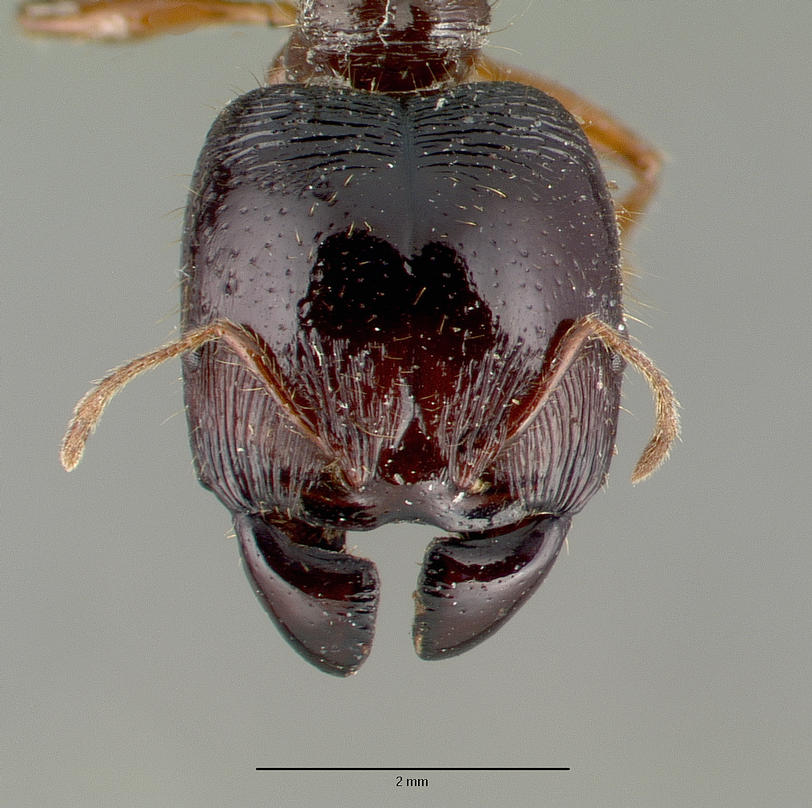
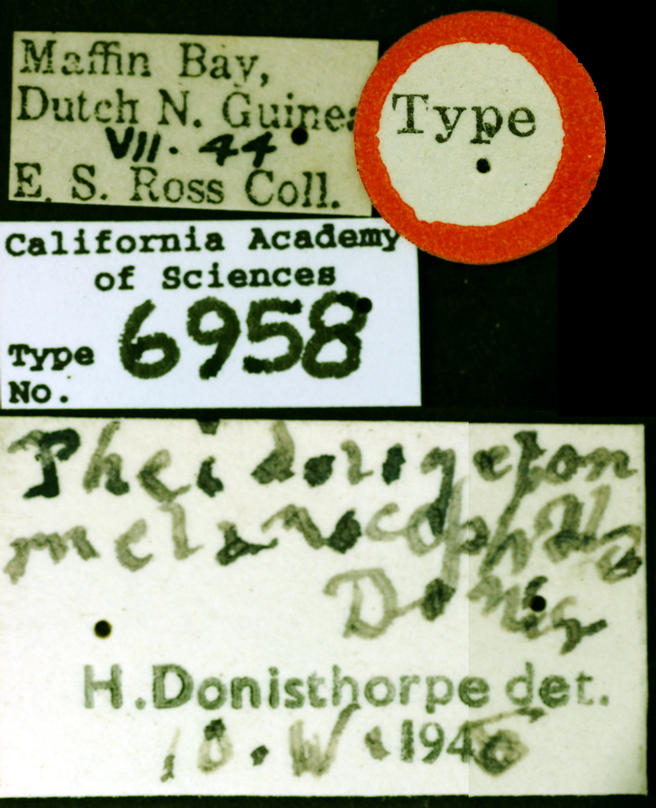
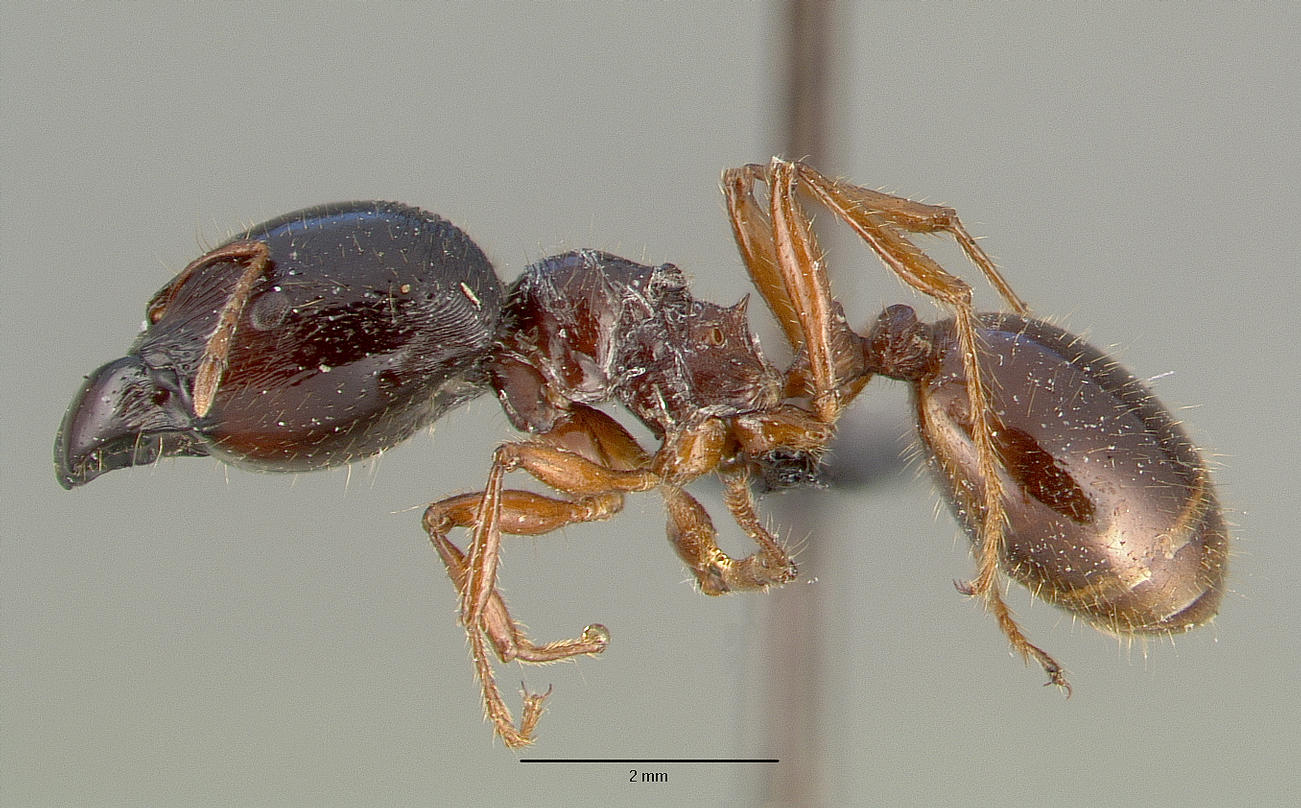
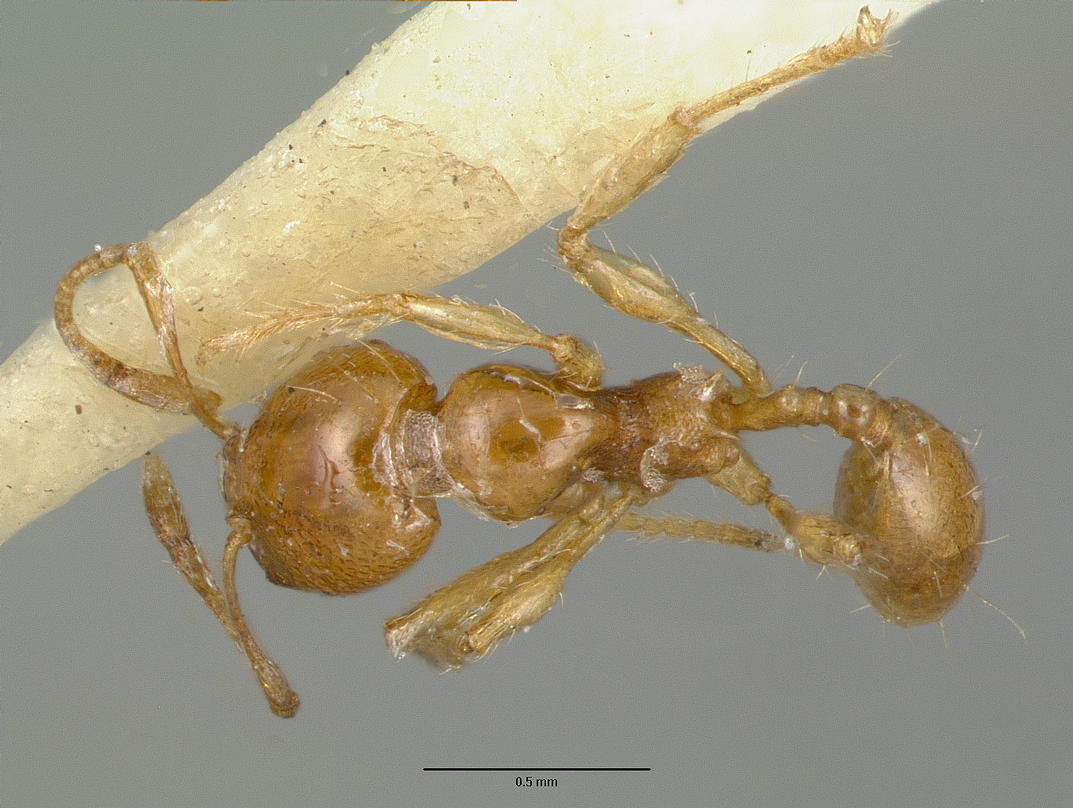
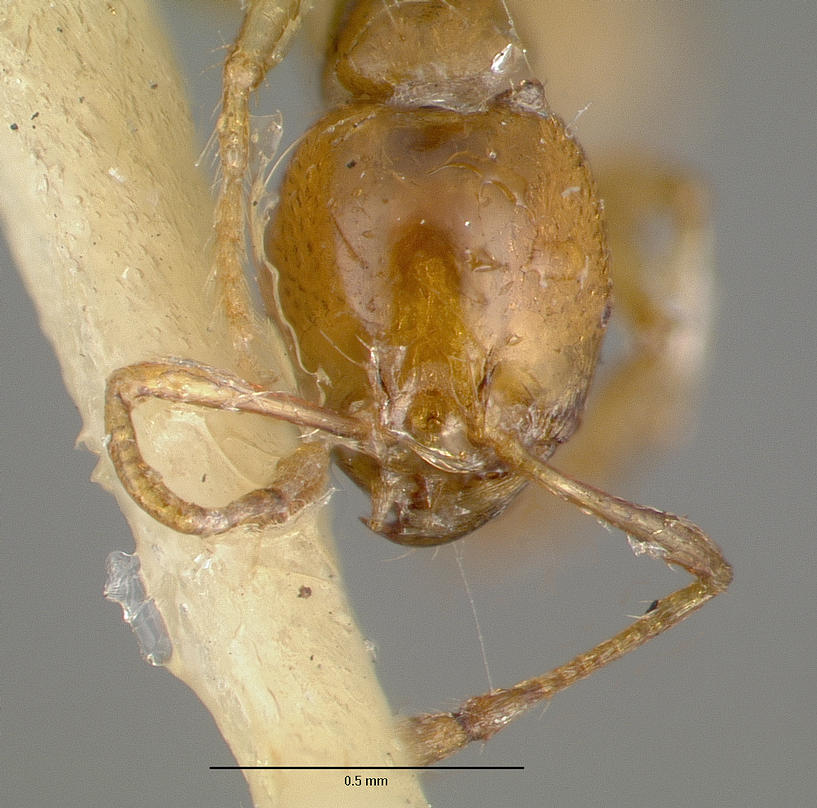